# Гребеник Максим Анатолійович
Макси́м Анато́лійович Гребе́ник (народився 13 січня 1992 в селі Селище Носівського району Чернігівської області — помер 10 листопада 2023 в районі села Новомихайлівка Покровського району Донецької області) — український військовослужбовець, солдат Збройних Сил України, учасник російсько-української війни, який відзначився під час відбиття російського вторгнення в Україну. Кавалер ордена «За мужність» ІІІ ступеня (2024, посмертно).

## Життєпис
Максим Гребеник народився 13 січня 1992 року в селі Селищі Ніжинського району Чернігівської області. 
Закінчив сільську школу, навчався в Київському механіко-металургійному технікумі (нині — Київський механіко-технологічний коледж), потім вступив до Київського будівельного університету. Закінчити його не встиг.
Максим став на оборону України 25 лютого 2022 року у складі добровольчого формування територіальної громади на території Ніжинського району, коли той перебував в оперативному напівоточенні російських військ. 
Призваний за мобілізацією до лав Збройних Сил України 24 серпня 2022 року, направлений до 79-ої окремої десантно-штурмової Таврійської бригади.
Захищав Батьківщину на Мар'їнському напрямку на "нулі". Обіймав посаду водія-механіка 2-го протитанкового відділення взводу вогневої підтримки 2-ї роти 2-го батальйону 79 ОДШБр (в/ч А0224). Кермував бронетранспортером, возив особовий склад на позиції, евакуйовував поранених та загиблих побратимів, надавав медичну допомогу, ходив на штурми та відбивав ворожі атаки поруч з іншими військовослужбовцями, врятував не одне життя. Виконував сержантські обов'язки, перебуваючи у званні солдата. 
Загинув від удару ворожого винищувача у ніч на 10 листопада 2023 року під час виконання бойового завдання поблизу нині окупованого ворогом села Новомихайлівки Покровського району Донецької області. 
Максима Гребеника поховано з військовими почестями у рідному селі.

## Родина
У загиблого залишилися мама Валентина Григорівна — сільський фельшер, батько Анатолій Віталійович, сестра Наталія. 

## Нагороди
- Орден «За мужність» ІІІ ступеня (25 січня 2024, посмертно) — за особисту мужність, виявлену у захисті державного суверенітету та територіальної цілісності України, самовіддане виконання військового обов’язку[1];
- Відзнака Президента України «За оборону України» (№0037501, 07.07.2023);
- нагрудний знак «Честь і Слава» від Міністерства оборони України (06.12.2022).